# Nový Bor (nádraží)
Nový Bor je železniční stanice v západní části stejnojmenného města v okrese Česká Lípa v Libereckém kraji, poblíž říčky Šporka. Leží na neelektrizované jednokolejné trati Bakov nad Jizerou – Jedlová. Přibližně 100 metrů severně se nachází též městské autobusové nádraží.

## Historie
Stanice byla otevřena 16. ledna 1869 společností Česká severní dráha (BNB) prodloužením trati zprovozněné roku 1867 z Bakova nad Jizerou a České Lípy přes Nový Bor do Rumburku, odkud byla trať dále vedena ke státní hranici s Pruskem. Stavbu trati a železničních budov prováděla firma Vojtěcha Lanny, dle typizovaného předpisu drážních budov BNB.

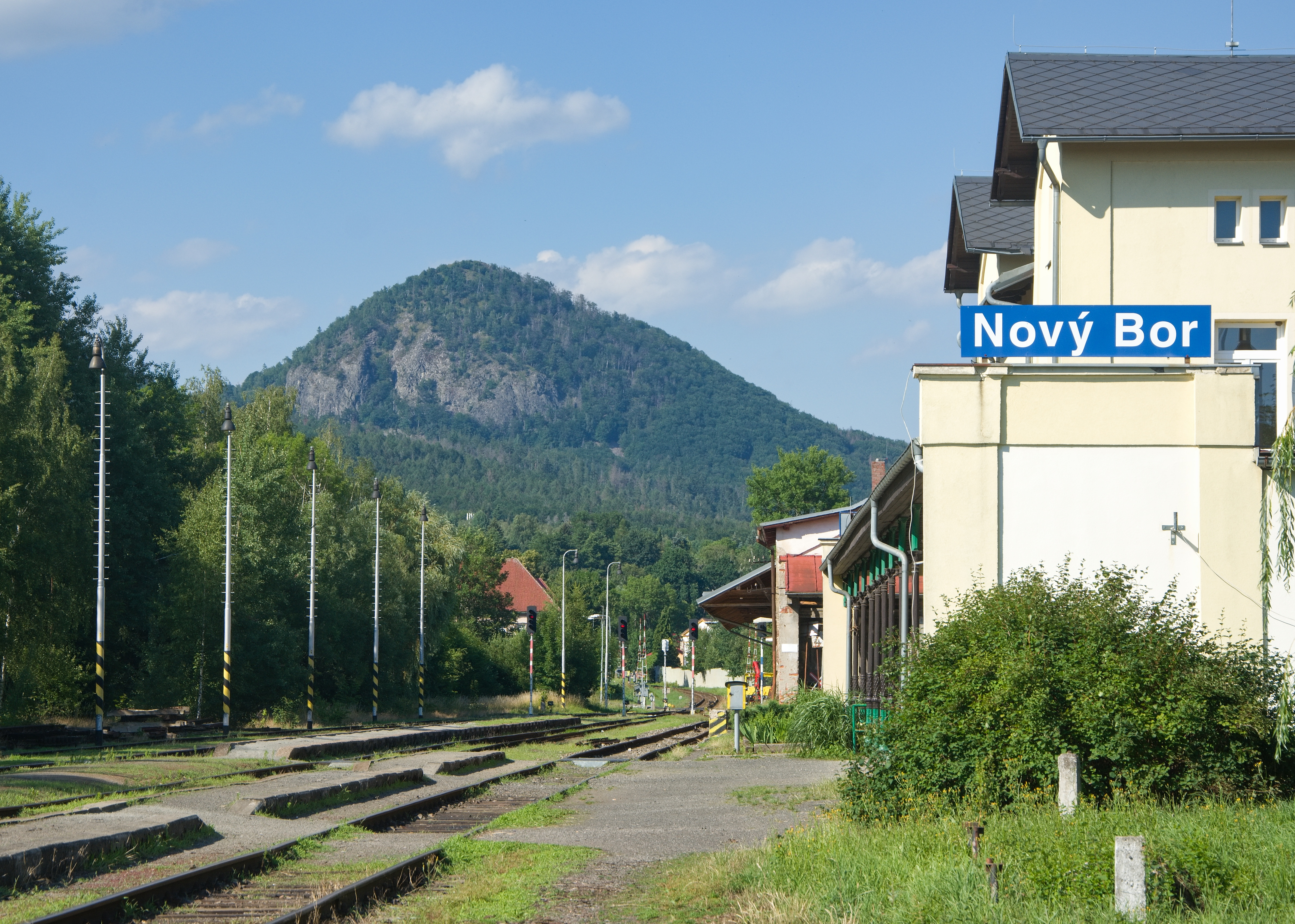
Pohled na kolejiště ve směru na Svor, v pozadí hora Klíč

Po zestátnění BNB v roce 1908 pak obsluhovala stanici jedna společnost, Císařsko-královské státní dráhy (kkStB), po roce 1918 pak správu přebraly Československé státní dráhy.

## Popis
Nachází se zde dvě nekrytá jednostranná nástupiště, k příchodu k vlakům slouží přechody přes koleje. Z nádraží je vyvedena jedna vlečka.

### Výpravní budova
Železniční společnost Česká severní dráha v roce 1869 nechala postavit typizovanou dvoupodlažní výpravní budovu s prvky romantické architektury podle plánu inženýra Josefa Pavlovského. Jednalo se o dvoupodlažní budovu se dvěma krajními rizality se sedlovou střechou. V jednom krajním rizalitu bylo umístěno vodárenské zařízení a železná vodní nádrž. Čerpadlo bylo ruční nebo parní, voda byla určena pro napájení parních lokomotiv. V roce 1910 byla výpravní budova rozšířena o přízemní přístavby a bylo prodlouženo kryté nástupiště.